# L'indiscreto fascino del peccato
L'indiscreto fascino del peccato (Entre tinieblas) è un film del 1983, diretto da Pedro Almodóvar.

## Trama
Yolanda è una cantante che si esibisce nei principali night club madrileni. Una sera, viene rinvenuto il corpo del fidanzato, morto per overdose. Per paura di essere accusata dalla polizia, la ragazza decide di rifugiarsi all'interno di un convento. Le suore "Redentrici Umiliate" conducono una vita fatta di eccessi:  scrivono romanzi osceni, allevano bestie, si iniettano eroina e persino la spacciano.

## Distribuzione
Il film è uscito nelle sale spagnole il 3 ottobre del 1983. L'anno seguente è stato presentato al Miami International Film Festival'.
Per i temi trattati, la pellicola venne vietata ai minori di 18 anni. 
In Italia ebbe una distribuzione molto limitata. È stato edito, successivamente, in home video.

## Accoglienza
La rivista FilmTv recensisce positivamente il film: «Divertente e iconoclasta, l'opera giovanile di Almodóvar spiazza lo spettatore dipingendo una variopinta e dissacrante comunità di monache».
Morando Morandini giudica la pellicola con le seguenti parole: «sbracato e divertente (...) è un melodramma raffreddato».

## Riconoscimenti
- Sant Jordi Awards - 1984
  - Migliore attrice in un film spagnolo - Julieta Serrano